# Calama (Porto Velho)
Calama é um distrito do município brasileiro de Porto Velho, capital do estado de Rondônia. Segundo o censo demográfico de 2022, realizado pelo Instituto Brasileiro de Geografia e Estatística (IBGE), sua população era de 2 312 habitantes e havia 678 domicílios particulares permanentes ocupados.
De acordo com o IBGE, em 2010 a população era de 2 782 habitantes e havia 760 domicílios particulares.
O distrito fica localizado na foz do rio Ji-Paraná, sendo o último povoado de Rondônia no curso de descida do rio Madeira. Foi criado antes de 1944.